# IJsbaan van Eskilstuna
Het Zweedse Eskilstuna heeft vier ijsbanen gehad. Op twee ijsbanen zijn internationale toernooien georganiseerd. De huidige ijsbaan is het Isstadion.

## IJsstadion

### Grote wedstrijden
Internationale kampioenschappen
- 1972 - WK sprint
- 1974 - EK allround mannen
- 1985 - EK allround mannen

Wereldbekerwedstrijden
- 1988/1989 - Wereldbeker 2

## Tunavallen

### Grote kampioenschappen
Internationale kampioenschappen
- 1950 - WK allround mannen
- 1951 - WK allround vrouwen
- 1958 - EK allround mannen